# Universidad De La Salle Bajío

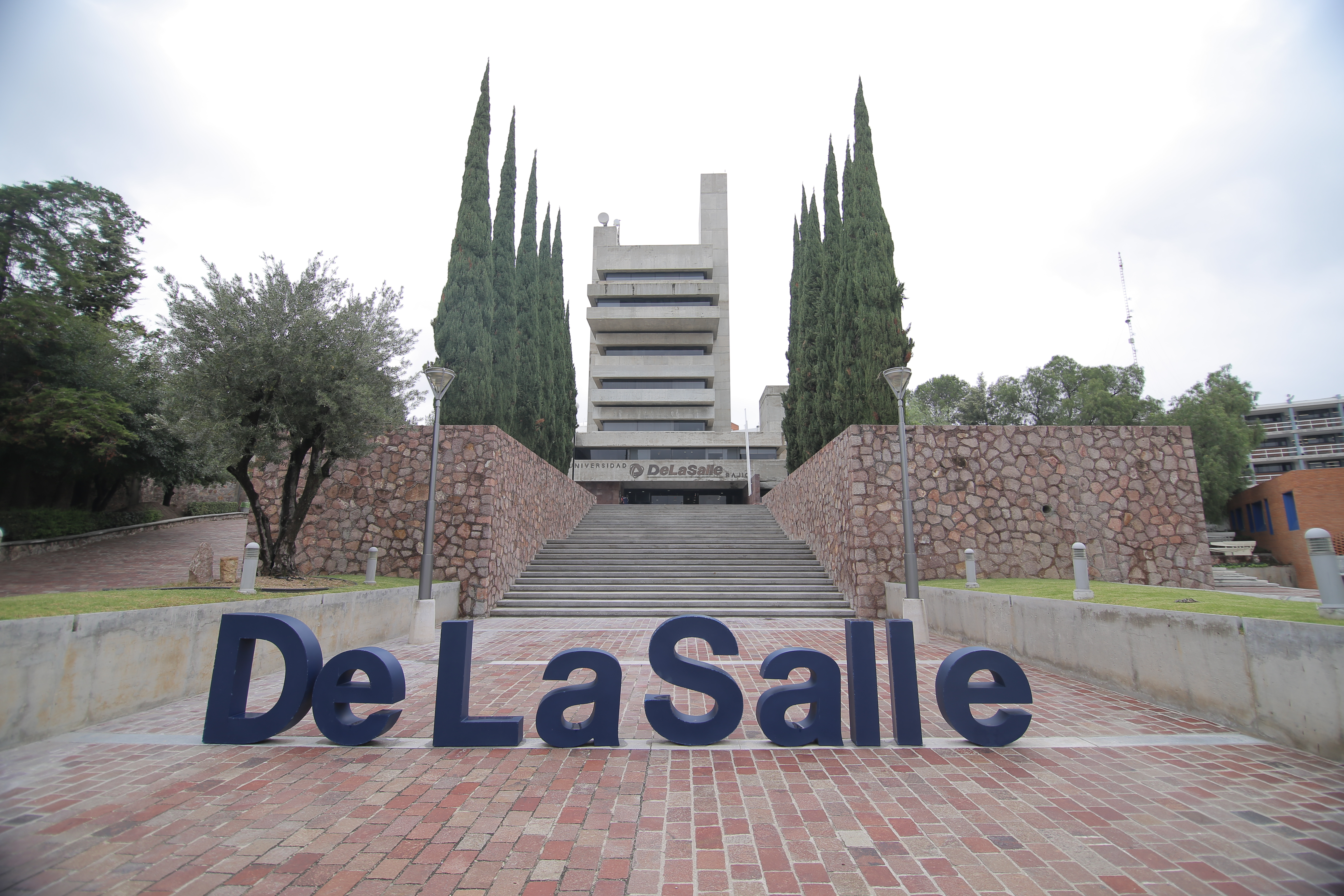
Edificio de Rectoría.

La Universidad La Salle Bajío A.C. es una Institución Educativa mexicana que tiene su campus principal ubicado en la Ciudad de León, Guanajuato. Fue fundada por el Hno. Dr. Manuel de Jesús Álvarez Campos F.S.C. † Director de la Preparatoria del Colegio Cristóbal Colón de la Ciudad de México y fundador de la Universidad La Salle (ULSA) en 1962. El Hno. Manuel se desempeñó como Rector de la ULSA hasta 1968, año en que sus Superiores lo trasladaron a León, Guanajuato para dirigir el Colegio La Salle.
Pertenece a la Red de Universidades La Salle, que agrupa a todas las Instituciones de Educación Superior en México propiedad de los Hermanos de las Escuelas Cristianas F.S.C.
Ofrece Educación Secundaria, Bachillerato, Licenciaturas, Especialidades, Maestrías, Doctorados y Programas de Educación Continua (Cursos y Diplomados). 

## Fundación
En noviembre de 1968, bajo el nombre de Instituto de Estudios Superiores A.C. y utilizando las instalaciones del Colegio La Salle en la Col. Andrade, el Hno. Manuel, junto a personas de la ciudad, abrió las carreras de Contaduría Pública y Administración de Empresas.
En 1971, después de tres años de comenzadas las labores, se cambia el nombre a Instituto Tecnológico de León A.C. En 1972, gracias a la donación de Don Alejandro Arena se colocó la primera piedra de las nuevas instalaciones en los terrenos de Cerro Gordo dando paso a la construcción de un Campus con una infraestructura propia.

## Inicio de una nueva etapa
En 1973 se abrieron las carreras de Periodismo y Ciencias de la Comunicación, en ese mismo año también la universidad cambió nuevamente de nombre a Universidad del Bajío A.C. En 1975 se abrieron también las carreras de Diseño Industrial, Hotelería y Turismo y Odontología, y dos años después se abrió la carrera de Medicina Veterinaria y Zootecnia.
En 1985, se incorporaron las carreras de Diseño Gráfico e Ingeniería en Computación y Sistemas; seguidas por Arquitectura, Derecho y Diseño Ambiental. En 1987, se agregaron Agronomía Zootecnista, Agronomía Fitotecnista, Ingeniería Civil e Ingeniería Industrial; ese mismo año también se establecería la Maestría en Administración de Empresas y en 1988 la carrera de Ingeniería Mecánica Eléctrica.
Para 1987 y 1988 se abrirán dos Campus nuevos de la Universidad en San Francisco del Rincón y Salamanca.

## Consolidación y crecimiento en la región
Después de 20 años de haber sido fundada, el Hno. Manuel realizó los trámites necesarios para que la Universidad del Bajío A.C. pasara del todo a la Congregación de los Hermanos de las Escuelas Cristianas F.S.C., a la cual pertenecía.
En 1989, el Hno. Mtro. Ronaldo Henderson Calderón F.S.C. † fue nombrado Rector de la Universidad, abriendo paso a la consolidación y crecimiento como Institución Lasallista de pleno derecho.
La ampliación física de la Universidad continuó, pronto se terminaron los edificios de Biblioteca, Preparatoria, Arquitectura, Bodega General, Clínica, Torre de Rectoría y Universum Nostrum. Al mismo tiempo, el Hno. Ronaldo trabajó para imprimir el auténtico sello lasallista en los procesos de inducción tanto a maestros como a estudiantes. 
Bajo su impulso, se abrieron las Maestrías en Ciencias y Técnicas de la Educación (1989), Administración de Instituciones (1990), Diseño Urbano Arquitectónico (1992), Posgrado en Prostodoncia (1992); las Especialidades en Endodoncia y Paradoncia, lo mismo que la Especialidad en Orientación Educativa (1993) y en Diseño de Calzado (1994); la Licenciatura de Comercio Internacional (1994) y la Maestría en Ingeniería de Sistemas Electrónicos y Computacionales (1995). Durante todos esos años se ofrecieron también numerosos y variados Diplomados.
Su espíritu lasallista lo llevó a establecer áreas y departamentos que apoyan la formación integral como los Departamentos de Humanidades, Pastoral, Deportes, Acción Social y Psicopedagogía y los Consejos Generales y Locales de Alumnos.
Finalmente, en 1996, la Federación de Instituciones Mexicanas Particulares de Educación Superior (FIMPES) acreditó a la Universidad del Bajío A.C.

## Nuevo milenio: Universidad De La Salle Bajío
En 1998, el Hno. C.P. Juan Roberto López González F.S.C. fue nombrado Rector de la Universidad. En su primer año al frente de la Universidad, se abrieron las puertas del Campus Américas, en donde se ofrece educación de nivel Medio Superior.
El 27 de enero del 2000, la Institución comienza a ser nombrada como “Universidad De La Salle Bajío”, esto llevaría a la Universidad a un rediseño de imagen de acuerdo a la visión y dinámica de la Institución, estilizando los chevrones del escudo tradicional, entrelazándose en forma circular y dotándolos de movimiento con el fin de representar los valores de la Universidad de: Fe, Fraternidad y Servicio y tres siglos de Lasallismo, la forma triangular representa estabilidad, la letra “D” estilizada, es la inicial del nombre De La Salle, todo ello en blanco, azul y rojo, los colores Lasallistas.
Estos cambios llevaron a la Universidad a consolidarse como una de las mejores Universidades privadas del Centro del País. En 2003, se abrió su quinto campus, ubicado en la Ciudad de León: el Campus Juan Alonso de Torres, que albergaría una nueva Preparatoria y, posteriormente, las instalaciones del Curso Internacional de Revalidación Odontológica (CIRO).
El crecimiento de la Universidad llamó la atención de diferentes organismos, por lo que, después, la Federación de Instituciones Mexicanas Particulares de Educación Superior (FIMPES), otorgó un distintivo a la calidad académica bajo la modalidad de Lisa y Llana, la más alta otorgada por la Federación y convirtiendo a esta Casa de Estudios en la primera Universidad particular del País en recibir dicha acreditación por segunda ocasión.
En 2006, la Secretaría de Educación Pública (SEP) otorga a la Universidad De La Salle Bajío su registro como “Institución de Excelencia Académica”, que la distingue por realizar de manera adecuada todos sus procesos académicos y administrativos, convirtiéndose en la primera Universidad en el Estado de Guanajuato en obtener este título.

## La Universidad consolidada y su vínculo con el entorno

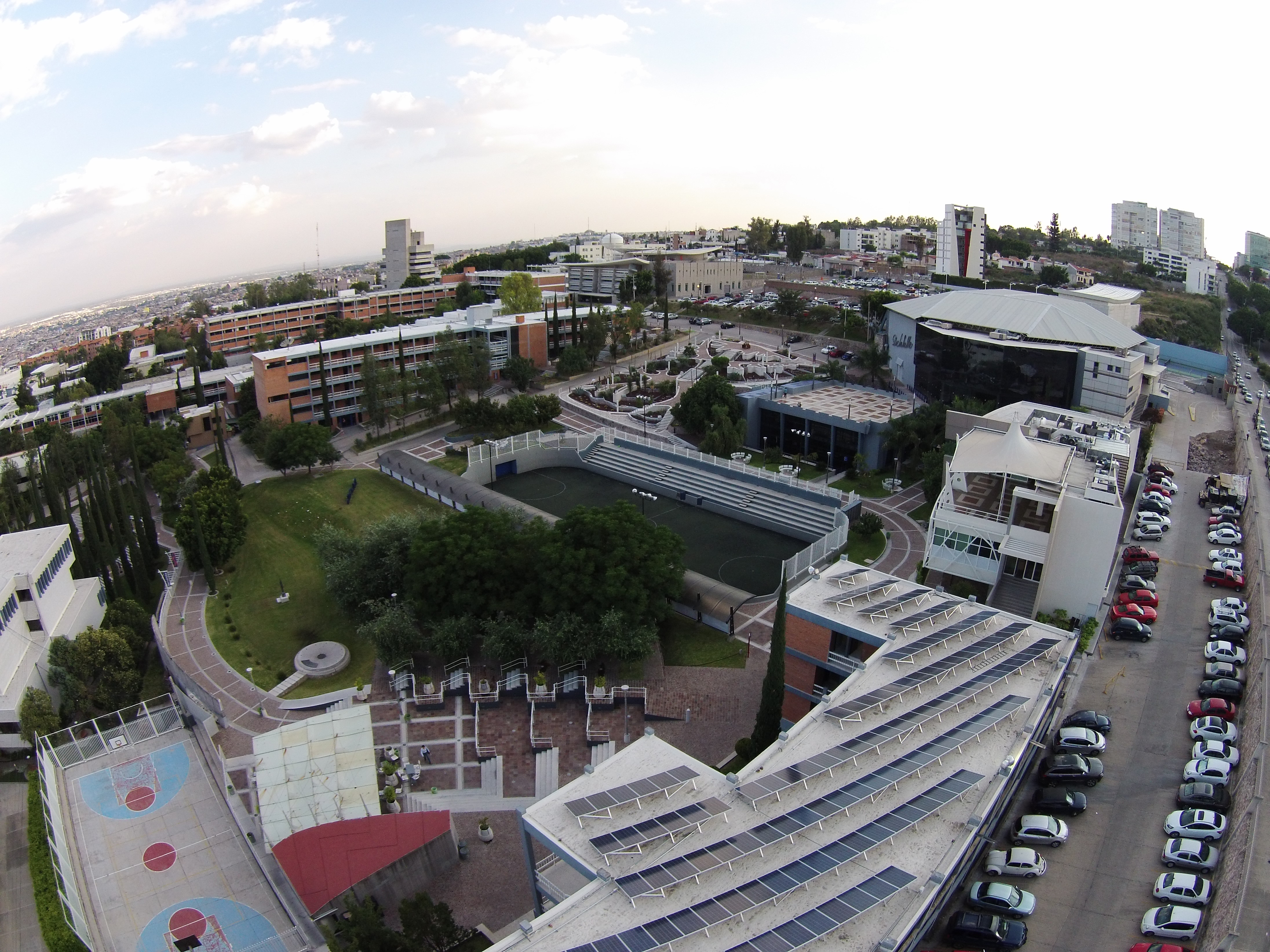
Vista aérea de la Universidad.

En 2007, el Hno. Lic. Andrés Govela Gutiérrez F.S.C. es nombrado como Rector de la Universidad, al año siguiente, él firmaría un convenio con la Universidad Politécnica de Valencia, para ofrecer el Doctorado en Arquitectura.
En el mismo año, se inauguraron la Unidad de Prácticas y Talleres y la Clínica del Curso Internacional de Revalidación Odontológica (CIRO). El CIRO es un programa único en su tipo a nivel mundial, acreditado por el Dental Board de California, que permite la revalidación de los títulos de Odontología para dentistas extranjeros interesados en ejercer su profesión en el Estado de California, en Estados Unidos; y el Gimnasio Auditorio del Campus Américas, entre otras instalaciones.
En 2009, la Universidad recibe la presea “El Mundo de Armando Olivares”, máximo reconocimiento otorgado por la Comisión Estatal para la Planeación de la Educación Superior (COEPES), por su destacada labor en tres aspectos fundamentales: eficiencia terminal, calidad educativa e impacto social.
En 2011, la empresa transnacional Netmedia Research, a través de la revista Information Week México, reconoce a la Universidad De La Salle Bajío como una de "las 50 empresas más innovadoras a nivel nacional", que han logrado hacer de las tecnologías de información, un elemento estratégico para generar valor en la organización. Este reconocimiento los hizo acreedores también al "Premio a la Cultura de la Innovación" por su desarrollo constante en el área de la tecnología, al permanecer por cinco años ininterrumpidos dentro de esta lista.
En noviembre de ese mismo año, nace el Parque de Innovación De La Salle, como un agente dinamizador que facilita compartir las ideas y el conocimiento, teniendo como ejes rectores la innovación y el emprendedurismo; poniendo especial énfasis en el impulso del desarrollo económico social sustentable.
En el 2012, la Institución, comprometida con el Desarrollo y la Gestión Cultural, inauguró el MIM (MI Museo Universitario De La Salle) recinto que alberga obras de grandes artesanos y artistas y que tiene como misión identificar, rescatar, promover y desarrollar la cultura del Estado de Guanajuato.
A finales de octubre de 2017, el Hno. Mtro. Martín Rocha Pedrajo F.S.C. es nombrado Rector de la Universidad. El Hno. Martín antes de su nombramiento como Rector de esta Casa de Estudios se venía desempeñando como Visitador del Distrito Antillas-México Sur.
A finales de noviembre de 2018, el Hno. Lic. Marco Aurelio González Cervantes F.S.C. es nombrado Rector de la Universidad en relevo del Hno. Martín quien deja la Rectoría para tomar su encargo como Ecónomo General del Instituto de los Hermanos de las Escuelas Cristianas. El Hno. Marco Aurelio se venía desempeñando como Director General del Colegio Cristóbal Colón Lomas Verdes.

## Oferta académica[5]

### Campus Campestre

#### Escuela de Agronomía
- Licenciatura en Ingeniero Agrónomo en Producción
- Especialidad en Agronegocios
- Especialidad en Nutrición Vegetal
- Maestría en Agricultura Protegida
- Maestría en Agronegocios
- Maestría en Gestión y Transferencia de Agrobiotecnología

#### Escuela de Enfermería
- Licenciatura en Enfermería

#### Escuela de Medicina del Bajío
- Licenciatura en Médico Cirujano

#### Escuela de Veterinaria
- Licenciatura en Medicina Veterinaria y Zootecnia
- Especialidad en Medicina y Cirugía Veterinaria de Pequeñas Especies
- Especialidad en Técnicas de Reproducción Animal
- Maestría en Producción Pecuaria

#### Facultad de Arquitectura
- Licenciatura en Arquitectura
- Maestría en Diseño Arquitectónico
- Maestría en Diseño Urbano
- Maestría en Tecnologías y Gestión de la Construcción

#### Facultad de Ciencias Sociales y Humanidades
- Licenciatura en Desarrollo del Capital Humano
- Licenciatura en Educación
- Licenciatura en Lenguas Modernas e Interculturalidad
- Licenciatura en Psicología
- Maestría en Administración Educativa
- Maestría en Docencia
- Maestría en Facilitación para el Desarrollo Humano
- Maestría en Gestión Deportiva
- Maestría en Tecnología Educativa
- Maestría en Terapia Familiar
- Doctorado en Educación y Desarrollo Humano

#### Facultad de Comunicación y Mercadotecnia
- Licenciatura en Ciencias de la Comunicación
- Licenciatura en Mercadotecnia Estratégica
- Especialidad en Comunicación Organizacional
- Especialidad en Gestión de Proyectos de Comunicación Social y Política
- Maestría en Comunicación Estratégica en las Organizaciones
- Maestría en Comunicación Social y Política
- Maestría en Publicidad y Marketing Estratégico
- Maestría en Relaciones Públicas

#### Facultad de Derecho
- Licenciatura en Criminología y Criminalística
- Licenciatura en Derecho
- Licenciatura en Gobernanza y Políticas Públicas
- Especialidad en Derecho Mercantil
- Especialidad en Derecho Procesal Civil
- Especialidad en Juicios Orales y Proceso Penal Acusatorio
- Especialidad en Notaría Pública
- Maestría en Ciencias Forenses
- Maestría en Ciencias Penales
- Maestría en Derecho Aduanero
- Maestría en Derecho Civil
- Maestría en Derecho Constitucional y Administrativo
- Maestría en Derecho del Trabajo y Relaciones Laborales
- Maestría en Derecho Mercantil y Corporativo
- Maestría en Derecho Notarial y Registral
- Doctorado en Derecho

#### Facultad de Diseño
- Licenciatura en Diseño Ambiental y de Espacios
- Licenciatura en Diseño Gráfico Estratégico
- Licenciatura en Diseño Industrial
- Licenciatura en Diseño de Modas y Calzado
- Especialidad en Diseño del Calzado
- Especialidad en Diseño Editorial
- Maestría en Diseño y Negocio
- Maestría en Gestión del Diseño Editorial
- Maestría en Habitabilidad del Espacio Interior

#### Facultad de Ingenierías
- Licenciatura en Ingeniería Civil
- Licenciatura en Ingeniería Electromecánica
- Licenciatura en Ingeniería Industrial
- Licenciatura en Ingeniería de Software y Sistemas Computacionales
- Especialidad en Envase, Empaque y Embalaje
- Maestría en Diseño e Ingeniería de Sistemas Mecatrónicos
- Maestría en Diseño y Gestión para la Industria Automotriz
- Maestría en Ingeniería Administrativa y Calidad
- Maestría en Ingeniería de Estructuras
- Maestría en Ingeniería de Manufactura
- Maestría en Ingeniería y Diseño en Envase, Empaque y Embalaje
- Maestría en Ingeniería y Tecnología Ambiental
- Maestría en Ingeniería y Tecnología de Materiales
- Maestría en Logística Internacional

#### Facultad de Negocios
- Licenciatura en Actuaría
- Licenciatura en Administración de Negocios
- Licenciatura en Administración de Negocios en Entornos Virtuales
- Licenciatura en Contaduría Pública
- Licenciatura en Negocios Internacionales
- Especialidad en Gestión Bancaria y Mercados Financieros
- Especialidad en Gestión de Procesos para el Sistema de Salud
- Maestría en Administración de Instituciones de Salud
- Maestría en Administración de Negocios
- Maestría en Administración de Negocios en Entornos Virtuales
- Maestría en Administración y Economía Pública
- Maestría en Alta Dirección e Inteligencia Competitiva
- Maestría en Banca y Riesgos Financieros
- Maestría en Desarrollo Organizacional
- Maestría en Emprendimiento e Innovación en los Negocios
- Maestría en Finanzas Corporativas
- Maestría en Fiscal
- Maestría en Negocios Internacionales
- Doctorado en Administración y Estudios Organizacionales

#### Facultad de Odontología
- Licenciatura en Odontología
- Especialidad en Endodoncia
- Especialidad en Prostodoncia e Implantología
- Maestría en Odontología Pediátrica
- Maestría en Ortodoncia

#### Facultad de Tecnologías de Información
- Licenciatura en Ingeniería Biomédica
- Licenciatura en Ingeniería en Electrónica y Telecomunicaciones
- Licenciatura en Ingeniería en Software y Sistemas Computacionales
- Licenciatura en Ingeniería en Tecnologías y Soluciones de Negocio
- Especialidad en Redes y Seguridad de la Información
- Especialidad en Tecnologías Web y Dispositivos Móviles
- Maestría en Redes y Seguridad de la Información
- Maestría en Tecnologías de Información Empresarial
- Maestría en Tecnologías Web y Dispositivos Móviles

#### Facultad de Turismo y Gastronomía
- Licenciatura en Gestión y Operación de Servicios Gastronómicos
- Licenciatura en Negocios Turísticos
- Maestría en Gestión y Desarrollo de Productos Turísticos

### Campus Américas

#### Preparatoria
Bachillerato matutino en modalidad semestral
Bachillerato vespertino en modalidad semestral

### Campus Juan Alonso de Torres

#### Preparatoria
Bachillerato matutino en modalidad semestral

### Campus Salamanca

#### Preparatoria
Bachillerato matutino en modalidad semestral

#### Escuela de Ingenierías
- Licenciatura en Ingeniería en Automatización y Control Industrial
- Licenciatura en Ingeniería Industrial
- Maestría en Ingeniería Administrativa y Calidad
- Maestría en Ingeniería Automotriz
- Maestría en Redes y Seguridad de la Información

#### Facultad de Ciencias Sociales y Humanidades
- Licenciatura en Derecho
- Licenciatura en Entrenamiento Deportivo
- Licenciatura en Psicología
- Especialidad en Notaría Pública
- Maestría en Derecho Civil
- Maestría en Derecho Constitucional y Administrativo
- Maestría en Derecho Notarial y Registral
- Maestría en Docencia
- Maestría en Psicología Clínica

#### Facultad de Negocios
- Licenciatura en Administración de Negocios
- Licenciatura en Contaduría Pública
- Licenciatura en Gestión y Operación de Servicios Gastronómicos
- Licenciatura en Mercadotecnia Estratégica
- Licenciatura en Negocios Internacionales
- Licenciatura en Turismo de Negocios y Reuniones
- Maestría en Administración de Negocios
- Maestría en Desarrollo Organizacional
- Maestría en Finanzas Corporativas
- Maestría en Fiscal
- Maestría en Logística, Despacho y Defensa del Comercio Internacional

### Campus San Francisco del Rincón

#### Secundaria
Secundaria general matutina

#### Preparatoria
Bachillerato matutino en modalidad semestral